# Чхартишвили, Вано
Иване (Вано) Чхартишвили (груз. ვანო ჩხარტიშვილი) (род. 30 января 1964, Гурия) ― грузинский экономист, политик, бизнесмен. Министр экономики, промышленности и торговли Грузии (2000―2001). Занимает 48-е место в списке самых богатых бизнесменов Грузии, его состояние оценивается примерно в 100 миллионов долларов. Сейчас проживает в Лондоне (Великобритания).

## Биография
Родился 30 января 1964 года в крае Гурия, Грузинская ССР. В 1987 году окончил Тбилисский государственный университет, во время учебы был призван в ряды Советской Армии.
В 1987 году начал работать экономистом РГСУ имени Махарадзе. В 1987―1990 годы ― работал в городском совете Тбилиси в качестве директора молодежной организации «Союз молодежи».
В 1990 ― 1991 года был заместителем главы Тбилисский окружной налоговой инспекции. В 1991 году назначен руководителем Крцанисского отделения Базисбанка Грузии. С 1993 года работает председателем правления Крцанисского акционерного коммерческого банка. В 1995 году ― сопредседатель Наблюдательного совета АО «Объединенный банк Грузии».
С 1996 по 1997 год ― председатель правления АО «Объединенный Грузинский банк», 1997―1998 ― сопредседатель Наблюдательного совета того же банка. 1998―1999 год ― Председатель наблюдательного совета Объединенного грузинского банка. C 1999 по 2000 год работал заместителем государственного министра Грузии.
В апреле 2000 года Чхартишвили был в составе грузинской делегации, которая прибыла в Москву для переговоров о возобновлении поставок газа в Грузию после того, как они были прерваны российской газовой компанией «Итера», эти переговоры прошли успешно.
Затем президент Грузии Эдуард Шеварднадзе назначил Чхартишвили министром экономики, промышленности и торговли (позднее переименованное в Министерство экономики и устойчивого развития). В июне 2001 года Чхартишвили реализовал проект по созданию совместной грузино-итальянской лизинговой компании для содействия развитию малых и средних предприятий в Грузии. Чхартишвили обеспечил первоначальные инвестиции в размере 350 000 долларов от B«NL Bank of Italy» и других итальянских инвесторов.
В сентябре 2001 года Чхартишвили выразил обеспокоенность по поводу коррупции и призвал увеличить бюджет страны. Он подчеркнул, что средний грузинский бизнесмен ежемесячно давал взятки в размере 233 лари (115 долларов США). Летом 2001 года Чхартишвили был вовлечен в ожесточенный спор с министром юстиции Михаилом Саакашвили, что привело впоследствии к его противодействию правлению Саакашвили на посту президента после Революции роз. Поскольку внутри правительства сохранялась внутренняя напряженность, Чхартишвили покинул правительство, чтобы сосредоточиться на делах своего бизнеса.
В 2004 году избран депутатом парламента Грузии. В парламенте стал председателем парламентской фракции «Независимых мажоритарных членов». В апреле 2004 года он был в составе делегации во главе с Бадри Патаркацишвили, которая стремилась снизить напряженность в Аджарии.
В июне 2004 года назначен заместителем представителя Грузии в Совете Европы.
Парламент Грузии в декабре 2004 года после расследования признал предыдущее правительство Грузии ответственным за девальвацию вкладов, затронувшую вкладчиков в стране и демонстративно снял с Чхартишвили какую-либо ответственность.

## Семья
- Супруга ― Нана Готуа
- Сын Михаил Чхартишвили учился в «Regents College» по бизнесу и менеджменту и работает в группе «TMN investments»
- Дочь Натия Чхартишвили работает директором «TMN Investments».